# 鎖港南北石塔
鎖港南北石塔，是位於澎湖馬公市鎖港里的兩處石塔，2000年1月28日登錄為澎湖縣縣定古蹟。

## 歷史

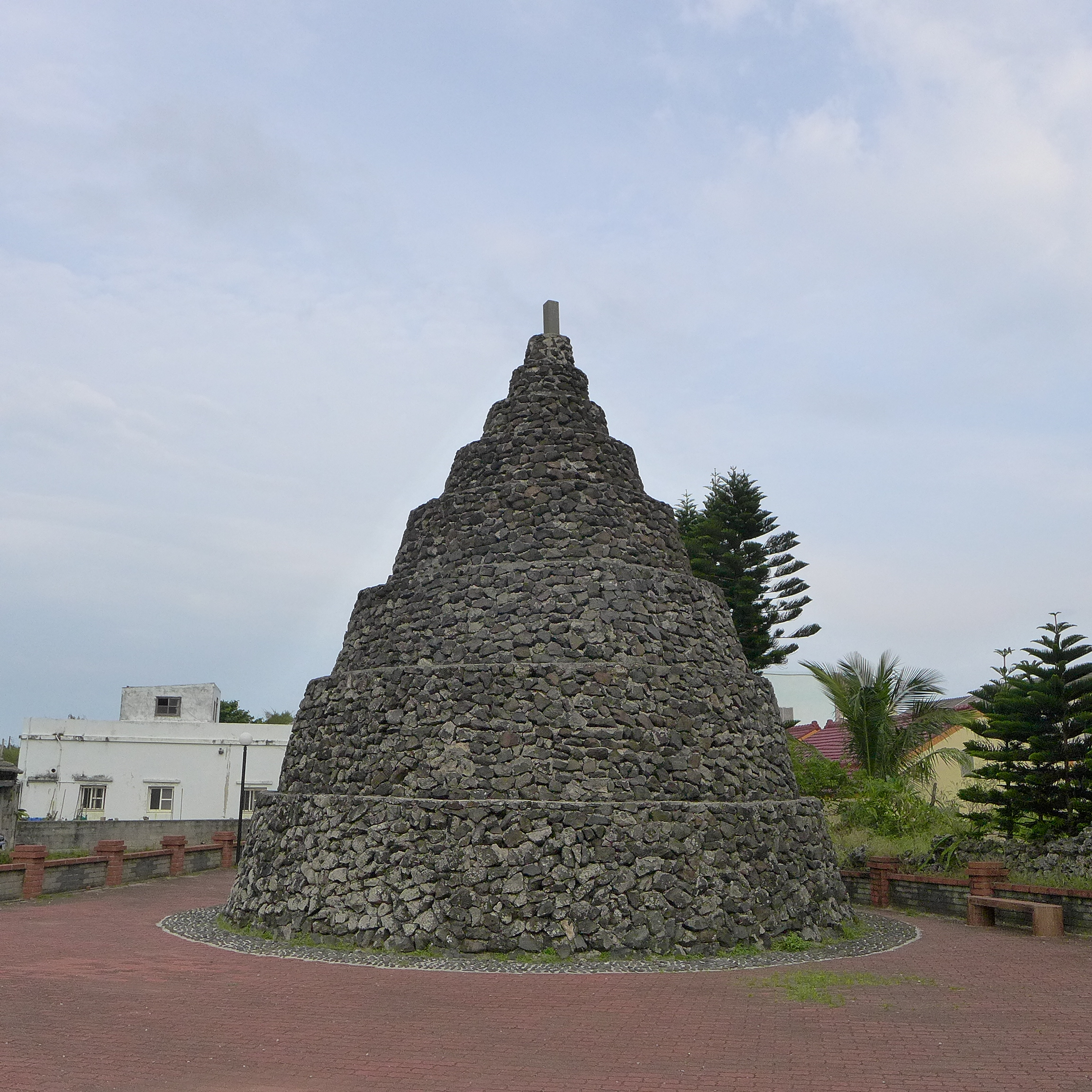
鎖港南石塔

鎖港石塔由南塔及北塔二者所組成，約建於清代道光年間，位於鎖港舊聚落北方，據稱原石塔所在處有一高起小沙丘，為聚落靠山，因澎湖地理環境多風沙、氣候惡劣，在強勁的東北季風而漸消失，於是當地產生了一句諺語「鎖管港了一個山，豬母水了一個垵」（沙丘被吹到豬母水（山水）的港灣去了） 因此在道光26年（1846年）在小沙丘原址興建兩座大石塔作為彌補地理之缺陷，另設置辟邪物－石塔，為鎮風止煞之用。
民國53年（1962年），東甲北極殿玄天上帝乩身指示，將倒塌的三層北塔重建為九層，南塔也一併重建。並在民國64年（1975年）將南塔整修。民國八十八年（1999年），進行附近環境整治，設置解說牌以及涼亭等公共設施，當前則作為當地觀光景點供給遊客參觀。

## 設計
北子塔和南午塔的外觀特徵相似，為九層階梯狀的黑玄武岩石疊砌而成的圓錐形塔，為澎湖石塔中，形式最為古拙者之一。原為玄武岩石建造，七層石塔形，民國53年（1962年）重建後改為九層，為全澎湖最高之石塔，約約11公尺。

## 外部連結
- 北午石塔 - 澎湖知識服務平台 （页面存档备份，存于）
- 南午石塔 - 澎湖知識服務平台 （页面存档备份，存于）
- 鎖港南北石塔 - 澎湖國家風景區管理處